# Vier Totesinseln
Vier Totesinseln (Vier eilanden van de Dood) is een compositie van de Duitse componist-dirigent Johannes Kalitzke, gedurende de jaren 2002 en 2003 gecomponeerd voor twee solisten en orkest.

## Geschiedenis
Kalitzke mocht voor een orkest in Hamburg een muziekstuk schrijven, waarbij hij grote vrijheid kreeg, echter moest het werk met Johannes Brahms als uitgangspunt te maken hebben. Kalitzke verkoos om een werk van Brahms Vier ernste Gesänge opus 121 uit 1896 te herinterpreteren. Kalitzke koos nieuwe, meer wereldlijke teksten boven de originele teksten van Brahms en schreef er nieuwe muziek bij. Hij begint echter met een citaat uit Prediker. De teksten behandelen de verwachtingen van de dood en zijn afkomstig van Cesare Pavese, Lord Byron en Hans Arp. De componist maakte een vergelijking met Arnold Böcklins voorstelling Het Dodeneiland.

## Delen
Er zijn vier naamloze delen, die naadloos in elkaar overgaan.
Deel 1 (circa 6 minuten) is bijna gevoelloos en onrustig; het begint met de pianosolist waarna het orkest zich bij hem/haar voegt. De tekst begint met een citaat uit het Buch Kohelet (Prediker):
- Weh dem, der allein is, wenn er hinnfält
- ohne dass einer bei ihm ist, der ihn aufrichtet.

Het sluit af met de tekst van Byron:
- wie der stein der kalt auf unsrer grabstatt steht

Deel 2 (circa 6 minuten) geeft een rustiger beeld van wat onvermijdelijk komt, dat wordt ook al duidelijk door het tweede citaat uit het Buch Kohelet: denn zwei sind besser als eins. De tekst van Lord Byron laat een verlangen naar de dood zien.
Deel 3 (circa 4 minuten) is als het ware het scherzo van het werk. Het tempo gaat omhoog, maar de sombere blik op de dood keert terug. Aan het slot is er een decrescendo naar het rustigste deel. Teksten zijn van Arp.
Deel 4 (circa 9 minuten) is erg rustig; het geeft de dood een glans, die we kennen uit geloofszangen. Doch hier glanst het geluid van het orkest en tape mee. Het geeft het deel een zweverige klank. De tekst is van Pavese.

## Orkestratie
- 1 bariton, piano;
- 3 dwarsfluiten waaronder piccolo en altdwarsfluit, 2 hobo's, Engelse hoorn, 2 klarinetten waaronder es-klarinet, 2 fagotten; contrafagot;
- 4 hoorns, 3 trompetten, 3 trombones, 1 tuba
- pauken en percussie (4 man/vrouw)
- elektrische gitaar, celesta, harp
- 14 eerste violen, 12 tweede violen, 10 altviolen, 8 celli en 6 contrabassen.

## Discografie en bron
- Uitgave Kairos: Deutsches Symphonie-Orchester Berlin o.l.v. de componist met medewerking van Thomas Larcher (piano) en Thomas E. Bauer (bariton).
- Uitgeverij Boosey